# Christoph Buys-Ballot
Christophorus Henricus Diedericus Buys Ballot (Zelândia, 10 de outubro de 1817 — Utrecht, 3 de fevereiro de 1890) foi um químico e meteorologista neerlandês.